# Tales That Witness Madness
Tales That Witness Madness (em português: Terror e Loucura ou Testemunha da Loucura) é uma produção cinematográfica inglesa de 1973, dirigida por Freddie Francis e estrelada por Donald Pleasence. O filme é dividido em quatro episódios: "Mr. Tiger", "Penny Farthing", "Mel" e "Luau".

## Sinopse
Num hospital psiquiátrico, o doutor Treymane (Pleasence) recebe a visita do inspetor Nicholas (Hawkings) que procura uma solução para quatro casos considerados insolúveis: os quatro são pacientes do local e estão em quartos incomunicáveis. Num deles, Bella (Collins) vive em aparente felicidade com Bryan (Jyson), até que este traz um pedaço de árvore do quintal e o tronco torna-se um rival imbatível. Em outro está Timothy (McEnery), casado com a bela Ann Beatrice (Kendall), que herda quinquilharias de um tio sem saber que elas mudariam sua vida. Em outro está Ariol (Novak), uma mulher que vai ajustar contas com o sobrenatural, enquanto um garoto se dá mal com os pais e tem por companheiro um tigre aparentemente inexistente. O filme caminha para um desfecho aterrador.

## Elenco
- Donald Pleasence - Prof. R.C. Tremayne
- Kim Novak - Auriol ("Luau")
- Joan Collins - Bella Thompson ("Mel")
- Jack Hawkins - Dr. Nicholas
- Donald Houston - Sam Patterson ("Mr. Tiger")
- Michael Jayston - Brian ("Mel")
- Suzy Kendall - Ann / Beatrice ("Penny Farthing")
- Peter McEnery - Timothy Patrick ("Penny Farthing")